# John Ford
John Martin Feeney, znan pod umetniškim imenom John Ford, ameriški filmski režiser in producent, * 1. februar 1894, Cape Elizabeth, Maine, Združene države Amerike, † 31. avgust 1973, Palm Desert, Kalifornija, ZDA.
Velja za enega najpomembnejših in najvplivnejših filmskih ustvarjalcev v zlati dobi Hollywooda in je bil eden prvih ameriških režiserjev, ki je bil priznan kot avtor filma. V več kot 50-letni karieri je med letoma 1917 in 1965 režiral preko 140 filmov (večina njegovih nemih filmov velja sicer za izgubljene) in prejel šest oskarjev, vključno z rekordnimi štirimi za najboljšega režiserja (za filme: The Informer (1935), The Grapes of Wrath (1940), How Green Was My Valley (1941) in The Quiet Man (1952)).
Ford je predvsem znan po svojih vesternih, kot so Stagecoach (1939), My Darling Clementine (1946), Fort Apache (1948), The Searchers (1956) in The Man Who Shot Liberty Valance (1962); čeprav je snemal tudi druge žanre, vključno s komedijami, zgodovinskimi dramami in dokumentarnimi filmi. Pogosto je uporabljal lokacijsko snemanje in široke posnetke, v katerih so bili njegovi liki uokvirjeni na obsežnem, surovem in razgibanem naravnem terenu. Pripisujejo mu zasluge za začetek kariere nekaterih največjih hollywoodskih zvezdnikov v 30., 40. in 50. letih 20. stoletja, vključno z Johnom Waynom, Henryjem Fondo, Maureen O'Hara in Jamesom Stewartom.
Njegovi sodobniki so Fordovo delo zelo cenili, saj so ga Akira Kurosawa, Orson Welles, Frank Capra,  Andrej Tarkovski in Ingmar Bergman imenovali za enega največjih režiserjev vseh časov. Naslednje generacije režiserjev, vključno z glavnimi osebnostmi gibanja New Hollywood, so prav tako priznavale njegov vpliv. Harvardski filmski arhiv piše, da je "širina in mera Fordovih glavnih prispevkov k zlati dobi hollywoodske kinematografije in k filmskemu jeziku nasploh še vedno nekoliko težko razločna... Fordovi veliki dosežki kot dovršeni vizualni stilist in mojster pripovedovalec so redkokdaj priznani v celoti."